# تومواکی کوموریدا
تومواکی کوموریدا (انگلیسی: Tomoaki Komorida؛ زادهٔ ۱۰ ژوئیهٔ ۱۹۸۱) بازیکن فوتبال اهل ژاپن است.
از باشگاه‌هایی که در آن بازی کرده‌است می‌توان به باشگاه فوتبال آویسپا فوکوئوکا و باشگاه فوتبال ویسل کوبه اشاره کرد.